# Uterqüe
Uterqüe — компанія, власником якої є Inditex. Бренд присвячений виробництву модних аксесуарів і одягу, таких як шарфи і сонцезахисні окуляри. Компанія була створена в 2008 році. Офіси розташовані в Тордера (провінція Барселона) в Каталонії , на відмінну від інших брендів групи, які працюють з Arteixo (Корунья) в Галісії, за винятком Massimo Dutti, яка також має штаб-квартиру в Тордері і Bershka, Lefteis та Osho Stradivarius, які зберігегли свою штаб-квартиру в Барселоні, де вона була заснована перед купівлею Inditex у 1999 році.

## Магазини
Компанія має 91 магазин у 12 країнах світу:
Африка
- Марокко: 1

Америка
- Мексика: 14

Азія
- Саудівська Аравія: 4
- Катар: 3
- Кувейт: 2
- ОАЕ: 2
- Йорданія: 1
- Казахстан: 1
- Ліван: 1

Європа
- Іспанія: 35
- Росія: 13
- Португалія: 6
- Польща: 4
- Андорра: 1
- Румунія: 1
- Україна: 1